# فرنسيس ووكر (سياسي)
فرنسيس ووكر (بالإنجليزية: Francis Walker)‏ هو قاضي وسياسي أمريكي، ولد في 22 يونيو 1764، وتوفي في 1 مارس 1806. انتخب عضو مجلس نواب الولايات المتحدة عن ولاية فرجينيا وانتخب عضو مجلس النواب الأمريكي.